# Stigmella acalyphae
Stigmella acalyphae (лат.) — вид молей-малюток рода Stigmella (Nepticulinae) из семейства Nepticulidae.

## Распространение
Южная Америка: Перу, Анды (3020 м), Calca Departamento.

## Описание
Мелкие молевидные бабочки. Длина передних крыльев самцов около 2 мм, размах — до 4,8 мм. Цвет серовато-коричневый. Жгутик усика самцов состоит из 26-27 члеников. Гусеницы развиваются на растениях Acalypha aronioides Pax & K. Hoffm. (семейство Молочайные), листья которого минируют в октябре. Имаго появляются в ноябре.

## Этимология
Видовое название S. acalyphae происходит от латинского названия растения Acalypha aronioides, на котором развиваются гусеницы.